# Trigoniaceae
Trigoniaceae – rodzina roślin okrytonasiennych z rzędu malpigiowców. Obejmuje pięć rodzajów liczących ok. 30 gatunków. Najbardziej zróżnicowany rodzaj Trigonia (24–27 gatunków) występuje w Ameryce Środkowej i Południowej. Kolejne rodzaje są monotypowe i spotykane są kolejno: Trigoniodendrum w południowo-zachodniej Brazylii, Humbertiodendrum na Madagaskarze, Trigoniastrum w południowo-wschodniej Azji.

## Morfologia
Drzewa i liany. Liście są opatrzone przylistkami i wyrastają zwykle naprzeciwlegle, rzadko (Trigoniodendrum) skrętolegle. Blaszka jest niepodzielona, od spodu pokryta jest gęsto białawymi włoskami. Kwiaty są grzbieciste, przypominają kwiaty motylkowate, obupłciowe, zebrane w grona lub wiechy. działek kielich i płatków korony jest po 5. Pręciki występują w liczbie od 5 do 7 (rzadko do 12). Górna zalążnia powstaje z 3 owocolistków. Owocem jest zwykle podzielona na komory torebka lub skrzydlak.

## Systematyka
Należąca tu grupa roślin ma niejasne powiązania filogenetyczne. Arthur Cronquist sytuował te rośliny w obrębie rzędu krzyżownicowców (Polygalales), późnej w rzędzie Vochysiales. Badania molekularne i cechy anatomiczne wskazują na bliskie (siostrzane) pokrewieństwo z Dichapetalaceae w obrębie rzędu malpigiowców (Malpighiales). Taką też pozycję rodzina ta zajmuje w systemie APG III z 2009 i według APweb.
Pozycja systematyczna według APweb (aktualizowany system APG IV z 2016)
|  | Putranjivaceae  |
|  |                 |
|  | Lophopyxidaceae |
|  |                 |

|  | Centroplacaceae                                                                               |
|  |                                                                                               |
|  | \| \| Malpighiaceae – malpigiowate \| \| \| \| \| \| Elatinaceae – nadwodnikowate \| \| \| \| |
|  |                                                                                               |
|  | Malpighiaceae – malpigiowate                                                                  |
|  |                                                                                               |
|  | Elatinaceae – nadwodnikowate                                                                  |
|  |                                                                                               |

|  | Malpighiaceae – malpigiowate |
|  |                              |
|  | Elatinaceae – nadwodnikowate |
|  |                              |

|  | Trigoniaceae    |
|  |                 |
|  | Dichapetalaceae |
|  |                 |

|  | Chrysobalanaceae – złotośliwowate |
|  |                                   |
|  | Euphroniaceae                     |
|  |                                   |

|  | Trigoniaceae    |
|  |                 |
|  | Dichapetalaceae |
|  |                 |

|  | Chrysobalanaceae – złotośliwowate |
|  |                                   |
|  | Euphroniaceae                     |
|  |                                   |

|  | Trigoniaceae    |
|  |                 |
|  | Dichapetalaceae |
|  |                 |

|  | Chrysobalanaceae – złotośliwowate |
|  |                                   |
|  | Euphroniaceae                     |
|  |                                   |

|  | Trigoniaceae    |
|  |                 |
|  | Dichapetalaceae |
|  |                 |

|  | Chrysobalanaceae – złotośliwowate |
|  |                                   |
|  | Euphroniaceae                     |
|  |                                   |

|  | Putranjivaceae  |
|  |                 |
|  | Lophopyxidaceae |
|  |                 |

|  | Centroplacaceae                                                                               |
|  |                                                                                               |
|  | \| \| Malpighiaceae – malpigiowate \| \| \| \| \| \| Elatinaceae – nadwodnikowate \| \| \| \| |
|  |                                                                                               |
|  | Malpighiaceae – malpigiowate                                                                  |
|  |                                                                                               |
|  | Elatinaceae – nadwodnikowate                                                                  |
|  |                                                                                               |

|  | Malpighiaceae – malpigiowate |
|  |                              |
|  | Elatinaceae – nadwodnikowate |
|  |                              |

|  | Trigoniaceae    |
|  |                 |
|  | Dichapetalaceae |
|  |                 |

|  | Chrysobalanaceae – złotośliwowate |
|  |                                   |
|  | Euphroniaceae                     |
|  |                                   |

|  | Trigoniaceae    |
|  |                 |
|  | Dichapetalaceae |
|  |                 |

|  | Chrysobalanaceae – złotośliwowate |
|  |                                   |
|  | Euphroniaceae                     |
|  |                                   |

|  | Trigoniaceae    |
|  |                 |
|  | Dichapetalaceae |
|  |                 |

|  | Chrysobalanaceae – złotośliwowate |
|  |                                   |
|  | Euphroniaceae                     |
|  |                                   |

|  | Trigoniaceae    |
|  |                 |
|  | Dichapetalaceae |
|  |                 |

|  | Chrysobalanaceae – złotośliwowate |
|  |                                   |
|  | Euphroniaceae                     |
|  |                                   |

Podział na rodzaje
- Humbertiodendron Leandri
- Isidodendron Fernandez Alonso, Pérez-Zab. & Idagarra
- Trigonia Aubl.
- Trigoniastrum Miq.
- Trigoniodendron E.F. Guim. & Miguel